# Mohammed ibn Idris al-Amrawi
 (décembre 2023).
Mohammed ibn Idris al-Amrawi, né en 1794 et mort en 1847, aussi appelé Abu Abdallah Mohammed ibn Idris ibn Mohammed ibn Idris ibn Mohammed ibn Idris ibn al-Hajj, est un poète vivant à Fès, ainsi que le vizir du sultan Abderrahmane.
Il est l'une des figures littéraires les plus en vue du Maroc au XIXe siècle. Il est l'ami, le patron et le compagnon d'un autre talent littéraire, Mohammed Akensus. Les nombreux poèmes d'Al-Amrawi sont recueillis par son fils Abu-l-Ala Idris dans un diwan.